# Вольная борьба на летних Олимпийских играх 1936 — до 61 кг
Соревнования по вольной борьбе в рамках Олимпийских игр 1936 года в полулёгком весе (до 61 килограммов) прошли в Берлине с 2 по 5 августа 1936 года в «Германском Зале». 
Турнир проводился по системе с начислением штрафных баллов. За чистую победу штрафные баллы не начислялись, за победу по очкам борец получал один штрафной балл, за поражение по очкам со счётом 2-1 два штрафных балла, за поражение со счётом 3-0 или чистое поражение — три штрафных балла. Борец, набравший пять штрафных баллов, из турнира выбывал. Тот круг, в котором число оставшихся борцов становилось меньше или равно количеству призовых мест, объявлялся финальным, и борцы, вышедшие в финал, проводили встречи между собой. В случае, если они уже встречались в предварительных встречах, такие результаты зачитывались. Схватка по регламенту турнира продолжалась 15 минут.
В полулёгком весе боролись 15 участников. Безусловным фаворитом был ветеран турниров, 34-летний олимпийский чемпион 1924 года, вице-чемпион 1928 года, чемпион Европы 1934—1935 годов Кустаа Пихлаямяки. Финский борец подтвердил своё звание одного из сильнейших борцов в мире того времени, не оставив в первых четырёх кругах никаких шансов соперникам, и создав себе серьёзный задел по штрафным баллам. В пятом круге единогласным решением судей Пихлаямяки победил американца Фрэнка Милларда и в финале уже не боролся, обеспечив себе «золото». В финале прошла схватка за второе место, где Миллард победил шведа Йёсту Йонссона.

## Призовые места
- Кустаа Пихлаямяки
- Фрэнк Миллард
- Йёста Йонссон

## Первый круг
| Штрафных баллов | Участник 1        | Результат    | Участник 2    | Штрафных баллов |
| --------------- | ----------------- | ------------ | ------------- | --------------- |
| 1               | Невил Халл        | 3-0          | Карел Квачек  | 3               |
| 0               | Йёста Йонссон     | Туше (8:30)  | Марко Гавелли | 3               |
| 1               | Норман Моррелл    | 3-0          | Йозеф Бёк     | 3               |
| 0               | Фрэнк Миллард     | Туше (12:33) | Жан Чассон    | 3               |
| 0               | Ференц Тот        | Туше (13:23) | Яшар Эркан    | 3               |
| 0               | Кустаа Пихлаямяки | Туше (4:40)  | Гектор Риске  | 3               |
| 1               | Мицуо Мицутани    | 3-0          | Вернер Спихер | 3               |
| 0               | Верн Петтигрю     | Пропускал    |               |                 |

## Второй круг
| Штрафных баллов | Участник 1        | Результат   | Участник 2     | Штрафных баллов |
| --------------- | ----------------- | ----------- | -------------- | --------------- |
| 1               | Верн Петтигрю     | 3-0         | Карел Квачек   | 6               |
| 4               | Марко Гавелли     | 3-0         | Невил Халл     | 4               |
| 1               | Йёста Йонссон     | 3-0         | Йозеф Бёк      | 6               |
| 0               | Фрэнк Миллард     | Туше (8:36) | Норман Моррелл | 4               |
| 0               | Ференц Тот        | Туше (6:52) | Жан Чассон     | 6               |
| 4               | Яшар Эркан        | 3-0         | Гектор Риске   | 6               |
| 0               | Кустаа Пихлаямяки | Туше (1:57) | Вернер Спихер  | 6               |
| 1               | Мицуо Мицутани    | Пропускал   |                |                 |

## Третий круг
| Штрафных баллов | Участник 1        | Результат   | Участник 2     | Штрафных баллов |
| --------------- | ----------------- | ----------- | -------------- | --------------- |
| 1               | Верн Петтигрю     | Туше (8:18) | Мицуо Мицутани | 4               |
| 1               | Йёста Йонссон     | Туше (4:38) | Невил Халл     | 7               |
| 5               | Марко Гавелли     | 3-0         | Норман Моррелл | 7               |
| 1               | Фрэнк Миллард     | 3-0         | Ференц Тот     | 3               |
| 0               | Кустаа Пихлаямяки | Туше (2:40) | Яшар Эркан     | 7               |

## Четвёртый круг
| Штрафных баллов | Участник 1        | Результат   | Участник 2     | Штрафных баллов |
| --------------- | ----------------- | ----------- | -------------- | --------------- |
| 2               | Йёста Йонссон     | 3-0         | Мицуо Мицутани | 7               |
| 1               | Фрэнк Миллард     | Туше (2:13) | Верн Петтигрю  | 4               |
| 0               | Кустаа Пихлаямяки | Туше (3:41) | Ференц Тот     | 6               |

## Пятый круг
| Штрафных баллов | Участник 1        | Результат | Участник 2    | Штрафных баллов |
| --------------- | ----------------- | --------- | ------------- | --------------- |
| 3               | Йёста Йонссон     | 3-0       | Верн Петтигрю | 7               |
| 1               | Кустаа Пихлаямяки | 3-0       | Фрэнк Миллард | 4               |

## Финал
| Штрафных баллов | Участник 1    | Результат | Участник 2    | Штрафных баллов |
| --------------- | ------------- | --------- | ------------- | --------------- |
|                 | Фрэнк Миллард | 2-1       | Йёста Йонссон |                 |